# Gert Kohl
Gert Kohl (* 1942) ist ein ehemaliger deutscher Kommunalpolitiker (SPD).

## Werdegang
Kohl war von 1975 bis 1994 Leiter der Stadtwerke in Zirndorf. Bei der Kommunalwahl 1994 wurde er zum Bürgermeister gewählt und im Frühjahr 2000 im Amt bestätigt. Zur Bürgermeisterwahl 2006 kandidierte er nicht mehr.
Kohl wohnt in Zirndorf, ist verheiratet und hat zwei Kinder.